# Fırın sütlaç
Sütlaç es un postre turco hecho con arroz y leche.
La etimología de este nombre demuestra que en su origen yacen las palabras "sütlü aş", "plato o comida con leche".
En Turquía se hacen dos tipos de sütlaç, uno, el común, es parecido al arroz con leche de la cocina internacional pero más espeso; el otro, fırın sütlaç (o "fırında sütlaç") es arroz con leche horneado. Este variante se hace en una cazuela de barro, llamado "güveç" en turco, y como consecuencia del horneado, siempre tiene una capa dura de color quemado. Se considera una especialidad de la cocina turca.

## En la cultura popular
El sütlaç de un pueblo particular de la provincia de Trebisonda, Hamsiköy, perteneciente al distrito de Maçka es especialmente famoso. Cada año se realiza un "Festival de Sütlaç" en este pueblo del mar Negro.